# Erik Rug
Erik Rug, né à Vittel, est un DJ et producteur français de house music.
Il se représente sous différents pseudonymes comme WaxWorx, Daphreephunkateerz, The Dreadless Soldier, ou encore Dirty Jesus.

## Biographie

### Premiers pas
Élevé essentiellement par ses grands parents paternels, son grand-père, architecte pour la municipalité de la ville de Strasbourg et musicien (violon, piano), l'initie très tôt à la musique. C'est dans son enfance entre Contrexéville où il demeure, et Strasbourg où il passe ses vacances scolaires, que naît sa passion pour la musique[réf. nécessaire].
Il commence à mixer à l'âge de 15 ans à Nancy au club Le Jean Lamour, place Stanislas[réf. nécessaire].
Féru de voyages et en rupture familiale, il devance son appel pour remplir ses obligations militaires et part pour Brest effectuer son service militaire dans la Marine nationale[réf. nécessaire].

### Carrière
Erik Rug vient du mouvement Punk et de musique Funk. Dj en 1978, il est résident au Rose Bonbon-Olympia , un club Rock et New Wave devenu et transformé à la fin des années 1980 en un haut lieu de la musique électronique et de la nuit gay.
C'est à La Locomotive qu'il rencontre Laurent Garnier avec lequel il organise les soirées H30,,,.
C'est également à La Locomotive qu'il rencontre Dave Haslam, ; ce dernier lui propose alors de venir au Boardwalk Club, un club conséquent de la scène House de Manchester (soirées « Yellow »). Erik y fera la connaissance des membres du label mancunien Paper Recordings. Il y collabore sous le pseudo Dirty Jesus.

### Première rave «autorisée» en France
Au début de l'année 1992, le journal Libération organise la première rave officielle en France, qui a lieu le samedi 18 janvier 1992 sous la grande Arche de la Défense.
Lors de cette rave considérée comme historique, le duo anglais LFO fait un concert et les DJ Laurent Garnier, Jerome Pacman et Erik Rug prennent les platines,.
En 1994 sortent en CD les premières compilations mixées issues de ce mouvement qui prend de l'ampleur en France et dans le monde. Le label Fairway Records publie une série intitulée Rave Masters Mixers. Une poignée de DJ français collaborent à ces compilations tels que Jérôme Pacman, Jean Marie-K, DJ Deep. Erik Rug mixera les Vol.7 et Vol.8 (avec Jean Marie K).
Des sets d'Erik Rug sont parfois présents dans des raves en Europe,.

### Flying DJ de la FrenchTouch

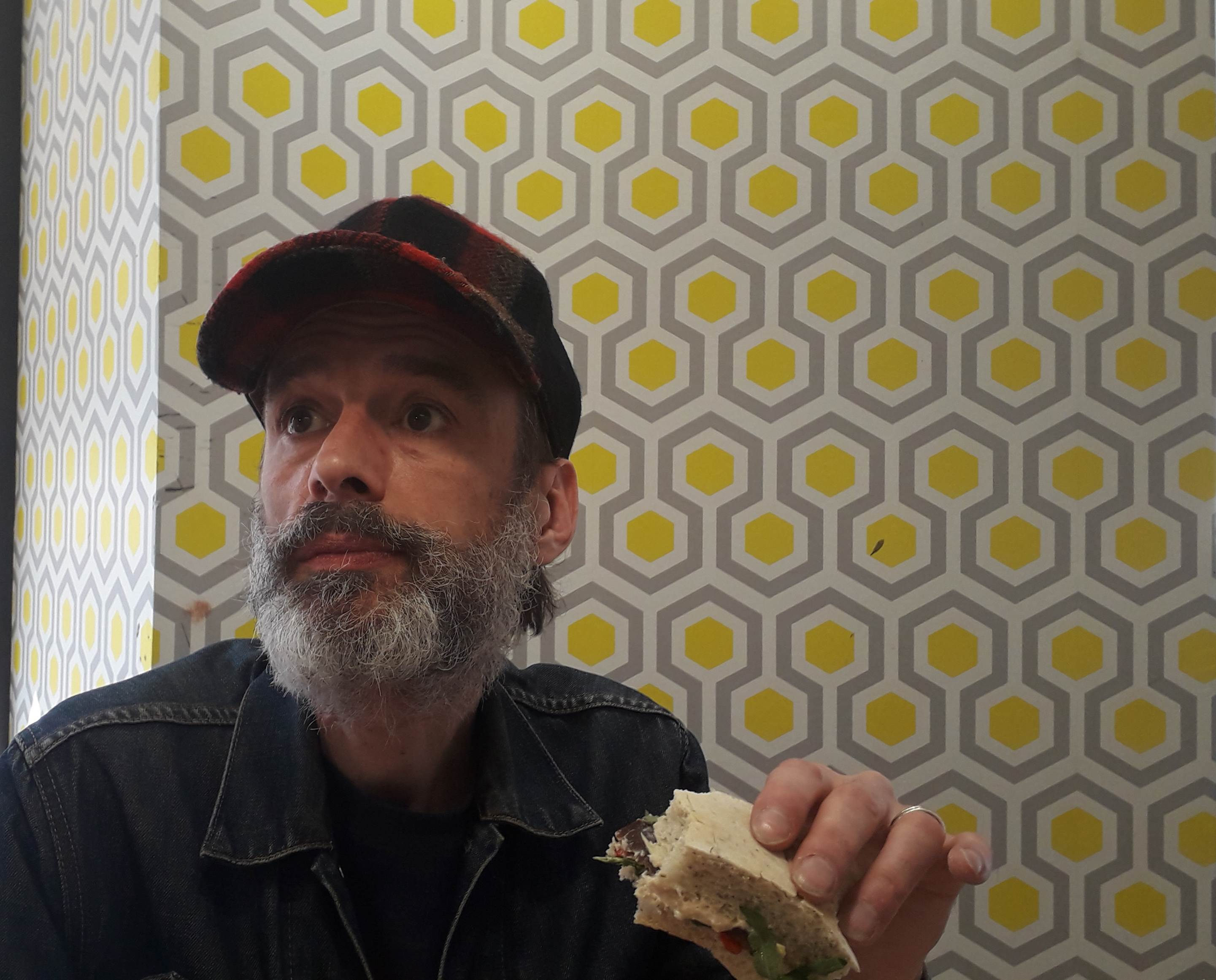
Erik Rug

Il a notamment travaillé dans des clubs à travers le monde tels que : Le Cri Du Chat (1981-1982) Tresor, E-Werk (Berlin), Plastic Peopl (Londres), Planet K Club, Broadwalk Club (Manchester), Sir Henry's (Cork), et à Paris dans différents clubs comme le Rose Bonbon, Le Rex Club, le Social Club, La Locomotive, et au Silencio où il a été   DJ résident de 2013 à 2018.
En 1996 et en 1997, il sort 2 maxis sous le pseudonyme de Dirty Jesus en collaboration avec le producteur français Marc Collin (aka Nouvelle Vague) sur le label Paper Recordings basé à Manchester où Erik officie régulièrement en clubs. Entre 1992 et 1998, il collabore avec d'autres artistes de la French Touch avec des sorties de vinyles de remix de titres de Dj Cam, Motorbase Philippe Zdar, Arnaud Robotini.
Seul ou accompagné des DJ du label Paper Recordings, il sillonne la planète et représentera la French Touch. Il mixe en compagnie des DJ tels qu'Elliot Eastwick et Miles Holloway,.
Simultanément, de 2001 à 2015, il organise les soirées funk Waxgroove (le prolongement live de son mix hebdomadaire sur Radio Nova) à la Boule noire puis au Nouveau Casino à Paris[réf. à confirmer]. Plusieurs DJ officient régulièrement à ses côtés (Dee Nasty, Lord Funk,, DJ Damage).
Il sera résident sur Radio FG au début des années 1990 et sur Radio Nova ensuite à partir de 1996 jusqu’à 2000. Il y présente et anime son émission Waxgroove le samedi à 13 h. Il a créé ses propres labels discographiques, Les Disques du Télégraphe, Maine Recordings. Il participe aux compilations French Fried Funk produites par le label Slip N' Slide dans laquelle il mixe les groupes phares de la scène de la French Touch.
Fervent amateur de Rock[réf. nécessaire], il organise au Nouveau Casino (Paris) en 2012 une série de soirées intitulées GooGoo Muck Party , en hommage au titre de Ronnie Cook & The Gaylads ré-interprété par le groupe The Cramps.
Erik Rug s'associe également à plusieurs festivals culturels ou collectifs d'artistes : Festival Paris Quartier d’été, Festival d’Île-de-France, Festival International de Manchester (MIF),, Festival Contre-Temps de Strasbourg, Serpentine Gallery à Londres.

## Composition et conseil musical pour le cinéma
Erik Rug collabore artistiquement et compose la musique pour des films et documentaires de cinéma. Il travaille notamment avec la maison de production Rouge International de Julie Gayet et Nadia Turincev :
- Fix ME de Raed Andoni[42],[43]
- Les Secrets de Raja Amari[44]
- La Vérité si je mens ! de Thomas Gilou,
- Chacun cherche son chat de Cédric Klapisch[45],[46]
- Feet Food court-métrage de Carmen Atias

### Documents audio et podcast
- Autobiographie audio enregistrée par Erik Rug suivie d'un mix, pour le site web du journal Télérama
- RinseFM France -  Interview et mix en direct dans l’émission Dance with the enem du 28 février 2018 (podcast)